# Đường cong bậc ba

Một số đường cong bậc 3. Nhấn vào ảnh để xem rõ hơn

Trong toán học, đường cong bậc 3 là đường cong đại số C định nghĩa bởi hàm số bậc ba
{\displaystyle F(x,y,z)=0}
áp dụng với hệ tọa độ đồng nhất {\displaystyle (x:y:z)} cho mặt phẳng xạ ảnh; hoặc hệ tọa độ không đồng nhất với không gian afin bằng cách đặt z = 1. Ở đây, F là tổ hợp tuyến tính khác không của các đơn thức
{\displaystyle x^{3},y^{3},z^{3},x^{2}y,x^{2}z,y^{2}x,y^{2}z,z^{2}x,z^{2}y,xyz}
Có 10 phần tử để ghép tổ hợp từ, do đó các đường con bậc ba tạo thành không gian xạ ảnh với chiều bằng 9 trên bất cứ trường K. Mỗi điểm P là một điều kiện tuyến tính trên F khi ta cần xét xem C có qua P không. Do đó, ta có thể tìm đường cong bậc ba qua 9 điểm tùy ý nhưng đường cong  đó có thể không phải duy nhất hoặc bị suy biến, nhưng độc nhất và không suy biến khi các điểm là các điểm thường; 

Đường cong bậc ba kỳ dị y2 = x2 ⋅ (x + 1). Tham số được cho bởi t ↦ (t2 – 1, t ⋅ (t2 – 1)).

Đường cong bậc ba có thể có điểm kỳ dị, trong trường hợp đó nó có tham số nằm trong đường xạ ảnh. Nếu không thì đường cong bậc ba không kỳ dị thường có 9 điểm uốn trên các trường đóng đại số ví dụ như trường số phức. Ta có thể chứng minh bằng xét phiên bản đồng nhất của  ma trận Hesse rồi giao nó với C và tính số giao điểm bằng định lý Bézout. Tuy nhiên, chỉ có 3 điểm có thể thực và số còn lại thì không thể thấy được trong mặt phảng xạ ảnh thực bằng việc vẽ đường cong. Chín điểm uốn của đường cong bậc ba không kỳ dị còn có tính chất mỗi đường qua hai trong số những điểm đó chứa chính xác ba điểm uốn.
Các đường thực của đường cong bậc ba được nghên cứu bởi Isaac Newton. Các điểm thực của đường cong bậc ba thường nằm trong 1 hoặc 2 'oval'. Một trong số đường oval này cắt qua mọi đường xạ ảnh thực, do đó không bao giờ bị chặn khi đường cong được vẽ trong mặt phẳng Euclid; 

## Đường cong bậc ba trong mặt phẳng tam giác
Xét tam giác ABC với các cạnh a = | BC |, b = | CA |, c = | AB |.  Liên quan tới ABC, nhiều đường cong đi qua các điểm nổi bật.  Các ví dụ dưới sử dụng hai hệ tọa đô đồng nhất:  tam tuyến tính và tọa độ tỉ cự.
Để đổi từ hệ tam tuyến tính sang hệ tọa độ cực tỉ trong hàm số bậc ba, ta thay như sau:
x ↦ bcx, y ↦ cay, z ↦ abz;
Để đổi từ hệ tọa độ cực tỉ sang tam tuyến tính, thì dùng
x ↦ ax, y ↦ by, z ↦ cz.
Các đường cong bên dưới định nghĩa bằng cách dùng liên hợp đẳng giác, ký hiệu bằng điểm X* của điểm X không nằm trên cạnh của ABC.  Cách xây X* thực hiện như sau.  Gọi LA là phản xạ của XA bởi đường phân giác của góc A, rồi định nghĩa LB và LC tương tự như vậy.  3 đường đó đồng quy tại X*.  Trong hệ tọa độ tam tuyến tính, nếu X = x:y:z, thì X* = 1/x:1/y:1/z.

### Đường cong Neuberg
Phương trình tam tuyến tính: {\displaystyle \sum _{cyclic}(\cos A-\cos B\cos C)x(y^{2}-z^{2})=0}
Phương trình tọa độ tỉ cự: {\displaystyle \sum _{cyclic}(2a^{2}(b^{2}+c^{2})+(b^{2}-c^{2})^{2}-3a^{4})x(c^{2}y^{2}-b^{2}x^{2})=0}

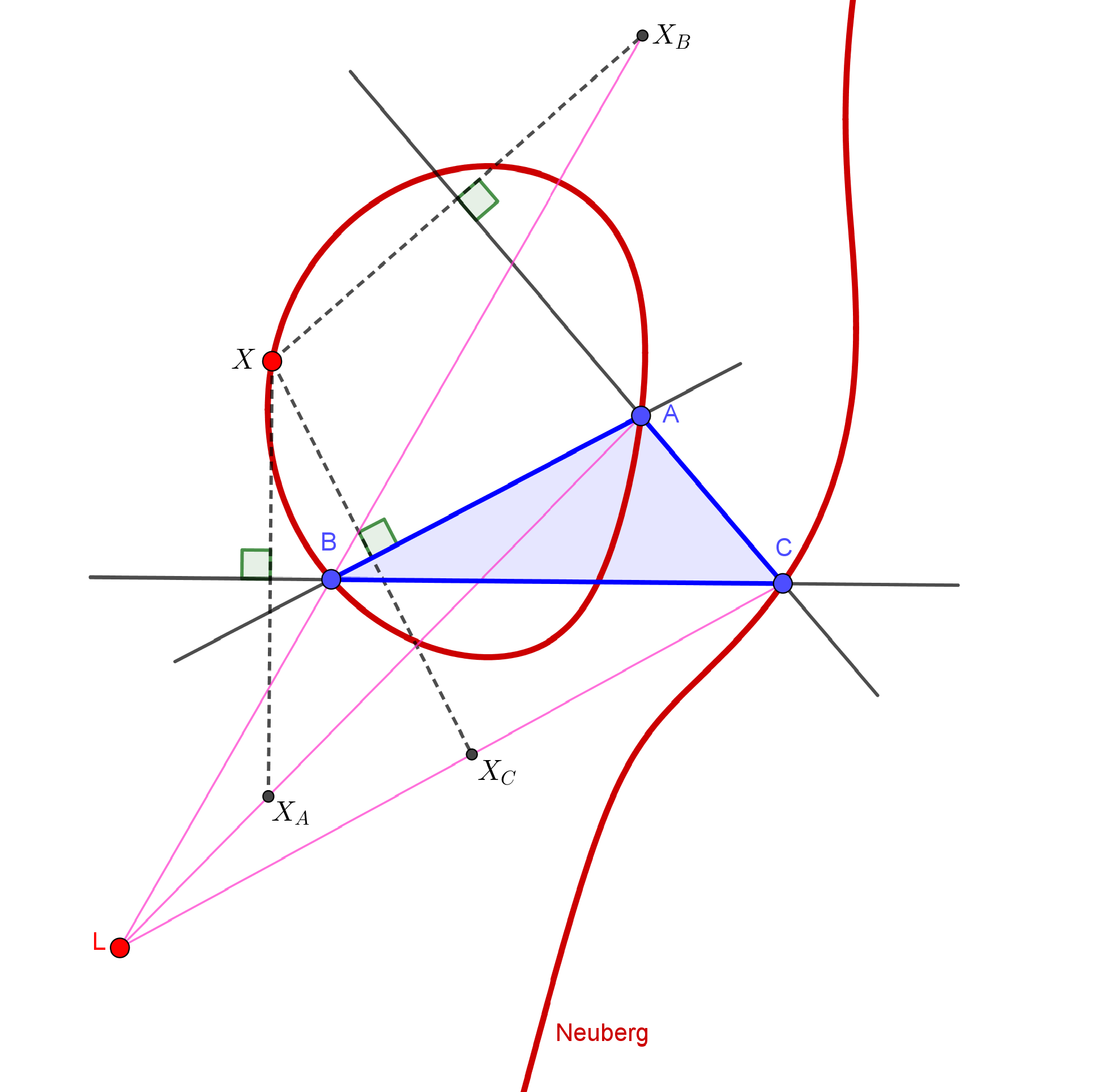
Đường cong Neuberg của tam giác ABC: Quỹ tích của X sao cho nếu là phản xạ của A, B, C qua các đường BC, CA, AB thì các đường đồng quy

Đường cong bậc ba Neuberg (được đặt theo tên Joseph Jean Baptiste Neuberg) là quỹ tích của điểm X sao cho X* nằm trên đường EX, với E là điểm vô cực của đường Euler (X(30) trong Bách khoa toàn thư về các tâm của tam giác). 

### Đường cong Thomson
Phương trình tam tuyến tính : {\displaystyle \sum _{cyclic}bcx(y^{2}-z^{2})=0}
Phương trình tọa độ tỉ cự: {\displaystyle \sum _{cyclic}x(c^{2}y^{2}-b^{2}z^{2})=0}

Ví dụ của đường cong Thomson (đường đen). X nằm trên đường con sao cho liên hợp đẳng giác của X (X′) nằm trên đường X(2) – X.

Đường cong Thomson là quỹ tích của điểm X sao cho X* nằm trên đường GX, với G là trọng tâm.
Đường cong Thomson đi qua các điểm sau:  tâm đường tròn nội tiếp, trọng tâm, tâm đường tròn ngoại tiếp, trực tâm, điểm đối trung, 3 điểm A, B, C, một số tâm trong và ngoài tam giác, trung điểm BC, CA, AB, và trung điểm của các đường cao của ABC.  